# Emma Gooderham
Emma Gooderham, née le 20 février 1971, est une coureuse d'ultrafond anglaise. Elle est championne du monde et d'Europe de 50 kilomètres 2011 et championne du Commonwealth de trail 2011.

## Biographie
Emma commence la course à pied sur le tard, en 2003, en accompagnant une amie lors d'un régime et commence la compétition en course de fond. En 2007, elle fait ses débuts en ultrafond en prenant part aux 50 kilomètres de Boddington. Terminant cinquième, elle se qualifie pour les championnats du monde de la discipline à Palerme où elle se classe également cinquième.
Le 18 mai 2008, elle s'essaie à la distance de 100 kilomètres en prenant le départ de l'Anglo Celtic Plate. Elle crée la sensation en menant la course du début à la fin et s'impose en 8 h 3 min 11 s, remportant le titre de championne de Grande-Bretagne. Qualifiée pour les championnats du monde du 100 kilomètres à Tarquinia, elle s'y classe treizième et meilleure Britannique en 8 h 10 min 0 s,.
Encouragée par ses performances sur 100 kilomètres, Emma prend le départ de cette même épreuve le 20 septembre 2009 aux championnats du Commonwealth d'ultradistance. Tandis que l'Australienne Jackie Fairweather file en tête vers la victoire, Emma livre un duel pour la seconde place avec l'Écossaise Lucy Colquhoun. Elle parvient à prendre l'avantage en terminant avec quinze minutes d'avance et s'empare de la médaille d'argent. Elle remporte de plus la médaille d'or au classement par équipes.
Blessée en 2010, Emma passe la saison en convalescence. Elle fait son retour en 2011 et connaît une excellente saison. Le 26 juin, elle s'impose pour la troisième fois aux 50 kilomètres de Boddington et remporte le titre de championne d'Angleterre de la discipline. Elle décroche ainsi son ticket pour les championnats du monde à Assen. Lors de ces derniers courus dans le cadre de l'Ultraloop 50 van Assen, elle effectue une excellente course, livrant un duel serré avec sa compatriote Sue Harrison, championne en titre. Peu avant la mi-course, Emma lance son attaque et prend l'avantage, menant la course jusqu'à la fin. Elle s'impose en 3 h 17 min 30 s, battant le record du parcours et établissant son record personnel de la distance. Elle remporte les titres de championne du monde et d'Europe,. Le 25 septembre, elle s'élance sur le trail de 53 km des championnats du Commonwealth d'ultradistance à Newborough. Prenant les commandes dès le départ, Emma effectue la course seule en tête et s'impose avec douze minutes d'avance sur l'Écossaise Angela Mudge. Elle remporte de plus l'or au classement par équipes.
Le 3 juin 2012, elle court le Comrades Marathon et termine à la onzième place, remportant la victoire dans la catégorie W40. Décidant de prendre du temps pour récupérer, elle ne souhaite pas participer aux championnats du monde de 50 kilomètres tenus en octobre à Vallecrosia. Elle se fait toutefois convaincre par les dirigeants de l'équipe anglaise. Lors des championnats, elle prend un départ prudent, occupant la cinquième place en début de course. Sa compatriote Joanna Zakrzewski mène le début de course mais faiblit à mi-parcours, permettant à Helen Taranowski de prendre les commandes. Emma hausse le rythme en seconde partie de course, doublant ses adversaires. Elle rattrape Helen sans toutefois parvenir à la doubler et décroche la médaille d'argent.

## Palmarès

### Route
| Année | Compétition                            | Lieu        | Place | Épreuve        | Temps           |
| ----- | -------------------------------------- | ----------- | ----- | -------------- | --------------- |
| 2007  | Championnats du monde de 50 km         | Palerme     | 5e    | 50 kilomètres  | 3 h 45 min 17 s |
| 2008  | Anglo Celtic Plate                     | Cardiff     | 1re   | 100 kilomètres | 8 h 3 min 11 s  |
| 2009  | Championnats du Commonwealth de 100 km | Keswick     | 2e    | 100 kilomètres | 8 h 4 min 9 s   |
| 2011  | Championnats du monde de 50 km         | Assen       | 1re   | 50 kilomètres  | 3 h 17 min 30 s |
| 2011  | Marathon de Soweto                     | Soweto      | 2e    | Marathon       | 2 h 43 min 57 s |
| 2012  | Comrades Marathon                      | Durban      | 11e   | Ultra-marathon | 7 h 1 min 0 s   |
| 2012  | Championnats du monde de 50 km         | Vallecrosia | 2e    | 50 kilomètres  | 3 h 33 min 32 s |

### Trail
| no  | féminin       | Course                                               | Longueur | Départ            | Temps           |
| --- | ------------- | ---------------------------------------------------- | -------- | ----------------- | --------------- |
| 14e | Médaille d'or | Championnats du Commonwealth d'ultradistance - Trail | 53 km    | 25 septembre 2011 | 3 h 53 min 50 s |

## Records
| Épreuve        | Performance     | Date             | Lieu       |
| -------------- | --------------- | ---------------- | ---------- |
| 10 miles       | 1 h 0 min 26 s  | 4 janvier 2009   | Gloucester |
| Semi-marathon  | 1 h 19 min 10 s | 4 septembre 2011 | Cheltenham |
| Marathon       | 2 h 43 min 57 s | 6 novembre 2011  | Soweto     |
| 50 kilomètres  | 3 h 17 min 30 s | 20 août 2011     | Assen      |
| 100 kilomètres | 8 h 3 min 11 s  | 18 mai 2008      | Cardiff    |